# Lista okrętów United States Navy, O
W tej sekcji listy okrętów United States Navy wymienione są nazwy wszystkich okrętów United States Navy, których nazwa zaczyna się od O.
Aby zobaczyć wyłącznie listę okrętów obecnie pozostających w służbie — patrz Lista obecnie służących okrętów United States Navy
W przypadku okrętów, których nazwa została użyta jednokrotnie, link USS "Nazwa_okrętu" kieruje do artykułu o konkretnym okręcie. Jeżeli nazwy użyto kilkakrotnie, link USS "Nazwa_okrętu" kieruje do strony ujednoznaczniającej z krótkimi opisami poszczególnych okrętów, natomiast linki następujące po nazwie kierują do tych okrętów bezpośrednio.

## O
- USS „O’Bannon” (DD-177, DD-450, DD-987)
- USS „O’Brien” (TB-30, DD-51, DD-415, DD-725, DD-975)
- USS „O’Callahan” (FF-1051)
- USS „O’Flaherty” (DE-340)
- USS „O’Hare” (DD-889)
- USS „O’Kane” (DDG-77)
- USS „O’Neill” (DE-188)
- USS „O’Reilly” (DE-330)
- USS „O’Toole” (DE-527)
- USS „O-1” (SS-62)
- USS „O-2” (SS-63)
- USS „O-3” (SS-64)
- USS „O-4” (SS-65)
- USS „O-5” (SS-66)
- USS „O-6” (SS-67)
- USS „O-7" (SS-68)
- USS „O-8” (SS-69)
- USS „O-9” (SS-70)
- USS „O-10” (SS-71)
- USS „O-11” (SS-72)
- USS „O-12" (SS-73)
- USS „O-13” (SS-74)
- USS „O-14” (SS-75)
- USS „O-15” (SS-76)
- USS „O-16” (SS-77)
- USS „O. H. Lee” (1861)
- USS „O. M. Pettit” (1857)
- USS „Oahu” (PR-36, ARG-5)
- USS „Oak Hill” (LSD-7, LSD-51)
- USS „Oak Ridge” (ARD-19)
- USS „Oakland” (1918, CL-95)
- USS „Oberlin” (PC-560)
- USS „Oberon” (AK-56/AKA-14)
- USS „Oberrender” (DE-344)
- USS „Obispo” (SS-382)
- USS „Observation Island” (AGM-23)
- USS „Observer” (AMC-91, MSO-461)
- USS „Obstructor” (ACM-7)
- USS „Oceanographer” (AGS-3)
- USS „Oceanside” (LSM-175)
- USS „Oceanus” (ARB-2)
- USS „Ocelot” (IX-110)
- USS „Ochlockonee” (AOG-33)
- USS „Ocklawaha” (AO-84)
- USS „Ocmulgee” (YTB-532)
- USS „Ocoee” (SP-1208)
- USS „Oconee” (AT-31, AOG-34)
- USS „Oconostota” (YTB-375)
- USS „Oconto” (APA-187)
- USS „Octans” (AF-26)
- USS „Octavia” (AF-46)
- USS „Octopus” (SS-9)
- USS „Octorara” (1861, IX-139)
- USS „Odax” (SS-484)
- USS „Odum” (APD-71)
- USS „Ogden” (PF-39, LPD-5)
- USS „Ogeechee” (AOG-35)
- USS „Oglala” (CM-4)
- USS „Oglethorpe” (AKA-100)
- USS „Ohio” (1812, 1820, BB-12, BB-68, SSGN-726)
- USS „Ohioan” (1914)
- USS „Ojanco” (SS-381)
- USS „Ojen” (SP-957)
- USS „Okala” (ARS(T)-2)
- USS „Okaloosa” (APA-219)
- USS „Okanogan” (LPA-220)
- USS „Okinawa” (CVE-127, LPH-3)
- USS „Okisko” (YN-42/YNT-10/YTL-735)
- USS „Oklahoma” (BB-37)
- USS „Oklahoma City” (CL-91, SSN-723)
- USS „Olathe” (YTM-273)
- USS „Old Colony” (SP-1254)
- USS „Old Columbia” (C-12)
- USS „Old Dominion” (ID-3025)
- USS „Oldendorf” (DD-972)
- USS „Oleander” (1863, WAGL-264)
- USS „Oliver H. Lee” (1861)
- USS „Oliver Hazard Perry” (FFG-7)
- USS „Oliver Mitchell” (DE-417)
- USS „Oliver Wolcott” (1832)
- USS „Olivin” (PYc-22)
- USS „Olmsted” (LPA-188)
- USS „Olney” (PC-1172)
- USS „Olympia” (C-6, SSN-717)
- USS „Olympic” (SP-260)
- USS „Omaha” (1869, CL-4, SSN-692)
- USS „Ommaney Bay” (CVE-79)
- USS „Onandago” (YP-6)
- USS „Ondina” (1899)
- USS „Oneida” (1810, 1861, 1898, SP-765, APA-221)
- USS „Oneka” (YN-35/YNT-3/YTB-729)
- USS „Oneonta” (SP-1138)
- USS „Oneota” (1864, AN-85/YM–110)
- USS „Oneyana” (YTB-262)
- USS „Onkahye” (1843)
- USS „Ono” (SS-357)
- USS „Onockatin” (YTB-277)
- USS „Onondaga” (1864, 1917, 1941)
- USS „Onset” (SP-1224)
- USS „Onslow” (AVP-48)
- USS „Ontario” (1812, 1813, AT-13)
- USS „Ontonagon” (AOG-36)
- USS „Onward” (1852, SP-311)
- USS „Onward II” (SP-728)
- USS „Onwego” ()
- USS „Onyx” (PYc-5)
- USS „Oosterdijk” (1913)
- USS „Opal” (PYc-8)
- USS „Opelika” (YTB-798)
- USS „Ophir” (1904)
- USS „Opponent” (AM-269)
- USS „Opportune” (ARS-41)
- USS „Ora” (SP-75)
- USS „Oracle” (AM-103)
- USS „Orange” (PF-43)
- USS „Orange County” (LST-1068)
- USS „Oratamin” (YTB-347)
- USS „Orca” (SS-34, SP-726, SS-381, AVP-49)
- USS „Orchid” (WAGL-240)
- USS „Ordronaux” (DD-617)
- USS „Oregon” (1841, 1869, BB-3)
- USS „Oregon City” (CA-122)
- USS „Oregonian” (1918)
- USS „Orestes” (AGP-10)
- USS „Oriole” (1865, 1904, AM-7, MHC-55)
- USS „Orion” (1869, AC-11, AS-18)
- USS „Oriskany” (CV-34)
- USS „Orizaba” (SP-1536/AP-24)
- USS „Orlando” (PF-99)
- USS „Orleans Parish” (LST-1069)
- USS „Orleck” (DD-886)
- USS „Ormsby” (APA-49)
- USS „Orono” (YTB-190)
- USS „Ortolan” (AM-45, LCI (L)-976/AMCU-34/MHC-34, ASR-22)
- USS „Orvetta” (1861, IX-157)
- USS „Osage” (1863, LSV-3)
- USS „Osamekin” (YTB-191)
- USS „Osberg” (DE-538)
- USS „Osborne” (DD-295)
- USS „Oscar Austin” (DDG-79)
- USS „Osceola” (1864, 1869, AT-47(inne języki), YTB-129)
- USS „Oshkosh” (YTB-757)
- USS „Oskaloosa” (1918)
- USS „Oskawa” (1919)
- USS „Osmond Ingram” (DD-255/AVD-9/ADP-35)
- USS „Osmus” (DE-701)
- USS „Osprey” (AMC-29, MHC-51, MSCO-28)
- USS „Osprey II” (SP-298)
- USS „Ossahinta” (YTB-278)
- USS „Ossipee” (1861, WPG-50)
- USS „Ostara” (AKA-33)
- USS „Osterhaus” (DE-164)
- USS „Ostfriesland” (1909) formerly the SMS „Ostfriesland”)
- USS „Ostrich” (SP-1249, AMc-51, YMS-430)
- USS „Oswald” (DE-767)
- USS „Oswald A. Powers” (DE-542)
- USS „Oswegatchie” (YTB-515)
- USS „Otis W. Douglas” (SP-313)
- USS „Otokomi” (YTB-400)
- USS „Otsego” (1840, 1864, 1869, 1919)
- USS „Ottawa” (1861, AKA-101)
- USS „Otter” (YFB-663, DE-210)
- USS „Otterstetter” (DER-244)
- USS „Ottumwa” (YTB-761)
- USS „Otus” (AS-20)
- USS „Ouachita” (1863)
- USS „Ouachita County” (LST-1071)
- USS „Ouellet” (FF-1077)
- USS „Outagamie County” (LST-1073)
- USS „Outpost” (YAGR-10)
- USS „Overseer” (AM-321)
- USS „Overton” (DD-239/APD-23)
- USS „Overton County” (LST-1074)
- USS „Owachomo” (YTB-401)
- USS „Owaissa” (SP-659)
- USS „Owasco” (1861)
- USS „Owatonna” (YTM-756)
- USS „Owen” (DD-536)
- USS „Owera” (SP-167)
- USS „Owl” (AM-2, LCI(L)-982)
- USS „Owyhee” (LFR-515)
- USS „Owyhee River” (LSMR-515)
- USS „Oxford” (APA-189, AG-159)
- USS „Oyster Bay” (AGP-6)
- USS „Ozama” (1916)
- USS „Ozark” (1864, BM-7, MCS-2)
- USS „Ozaukee” (SP-3439)
- USS „Ozbourn” (DD-846)
- USS „Ozette” (YTB-541, YTB-541)